# باتريك ليهاندا
باتريك ليهاندا (بالإنجليزية: Patrick Lihanda) (مواليد 11 أبريل 1962) هو ملاكم أوغندي، مثّل بلاده في الألعاب الأولمبية الصيفية في دورتي 1984 و1988.

## روابط خارجية
باتريك ليهاندا على موقع أوليمبيديا (الإنجليزية)